# Бронепалубни крайцери тип „Рейна Регенте“
Рейна Регенте (на испански: Reina Regente) са серия бронепалубни крайцери на Военноморските сили на Испания от края на 19 век. Всичко от проекта са построени 3 единици: „Рейна Регенте“ (на испански: Reina Regente), „Лепанто“ (на испански: Lepanto) и „Алфонсо XIII“ (на испански: Alfonso XIII).

## Проектиране и строеж
Автор на проекта става британският инженер Джон Биле, който го разработва на основата на британските крайцери от типа „Мърси“ („Ривър“).
Във водоизместимост от 4500 т успешно са вписани механизмите и много мощното въоръжение от четири 200-мм и шест 120-мм оръдия система „Онтория“.

## Служба
- „Рейна Регенте“ – заложен юни 1886 г. на стапелите на „Томпсън“ в Глазгоу, спуснат на вода 1887 г. На 22 октомври 1895 г. изчезва без вест и загива при буря при преход от Танжер в Кадис.

- „Алфонсо XIII“ – спуснат на 31 август 1891 г. от корабостроителницата на ВМС във Ферол, влиза в строй 1895 г. Не успява да премине програмата на изпитанията и е предаден за скрап.

- „Лепанто“ – спуснат 1892 г. от корабостроителницата на ВМС в Картахена, влиза в строй 1895 г. като учебен кораб. Предаден за скрап 1912 г.